# Fishkill
Fishkill è un comune statunitense dello stato di New York, contea di Dutchess.